# Milan Lazarević
Milan Lazarević, jugoslovanski (srbski; srbsko Милан Лазаревић) rokometaš, * 11. julij 1948, Beograd.
Leta 1972 je na poletnih olimpijskih igrah v Münchnu v sestavi jugoslovanske rokometne reprezentance osvojil zlato olimpijsko medaljo.